# Arcidiocesi di Detroit
L'arcidiocesi di Detroit (in latino Archidioecesis Detroitensis) è una sede metropolitana della Chiesa cattolica negli Stati Uniti d'America. Nel 2023 contava 1.143.100 battezzati su 4.323.432 abitanti. È retta dall'arcivescovo Edward Joseph Weisenburger.

## Territorio
L'arcidiocesi comprende sei contee della parte sud-orientale dello stato del Michigan (Stati Uniti): Lapeer, Macomb, Monroe, Oakland, St. Clair e Wayne.
Sede arcivescovile è la città di Detroit, dove si trova la cattedrale del Santissimo Sacramento (Cathedral of the Most Blessed Sacrament). A Royal Oak si trova il santuario nazionale del Piccolo Fiore (National Shrine of the Little Flower).
Il territorio si estende su 10.104 km² ed è suddiviso in 214 parrocchie, raggruppate in quattro regioni pastorali (Centro, Nordest, Nordovest e Sud), ognuna composta di quattro vicariati.

### Provincia ecclesiastica
La provincia ecclesiastica di Detroit, istituita nel 1937, si estende per intero sullo stato del Michigan, e comprende le seguenti suffraganee:
- diocesi di Gaylord,
- diocesi di Grand Rapids,
- diocesi di Kalamazoo,
- diocesi di Lansing,
- diocesi di Marquette,
- diocesi di Saginaw.

## Storia

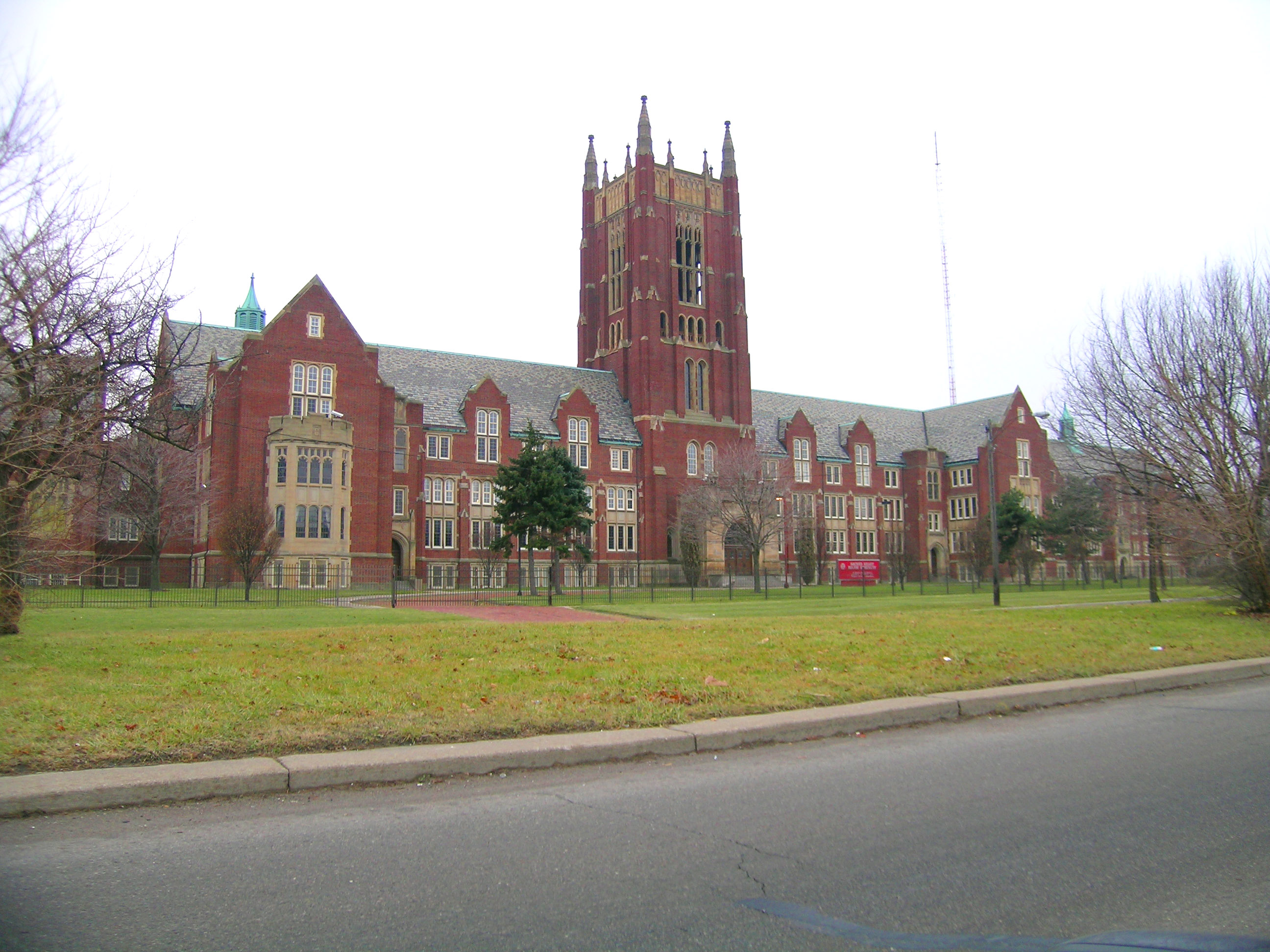
Il seminario arcivescovile di Detroit (Sacred Heart Major Seminary).

L'erezione della diocesi di Detroit fu per la prima volta disposta il 20 marzo 1827 con il breve Inter multiplices di papa Leone XII, ricavandone il territorio dalla diocesi di Cincinnati (oggi arcidiocesi). Tuttavia, questo breve non trovò mai pratica attuazione.
L'8 marzo 1833 la diocesi fu eretta una seconda volta con il breve Maximas inter di papa Gregorio XVI, ricavandone il territorio dalla stessa diocesi di Cincinnati. In origine la diocesi era suffraganea dell'arcidiocesi di Baltimora e il territorio si estendeva a tutto il Michigan, il Wisconsin, il Minnesota e al Dakota ad est del fiume Mississippi.
Il 28 novembre 1843 cedette una porzione del suo territorio a vantaggio dell'erezione della diocesi di Milwaukee (oggi arcidiocesi).
Il 19 luglio 1850 entrò a far parte della provincia ecclesiastica di Cincinnati.
Cedette a più riprese porzioni del suo territorio a vantaggio dell'erezione di nuove diocesi e in particolare:
- il 29 luglio 1853 al vicariato apostolico del Michigan superiore (oggi diocesi di Marquette);
- il 19 maggio 1882 alla diocesi di Grand Rapids;
- il 22 maggio 1937 alla diocesi di Lansing.

Lo stesso 22 maggio 1937 la diocesi fu elevata al rango di arcidiocesi metropolitana con la bolla Ad aeternam christifidelium di papa Pio XI.
Il 26 febbraio 1938 ha ceduto un'altra porzione di territorio a vantaggio dell'erezione della diocesi di Saginaw.
Il 19 dicembre 1970 ha ceduto le contee di Lenawee e di Washtenaw alla diocesi di Lansing.

## Cronotassi dei vescovi
Si omettono i periodi di sede vacante non superiori ai 2 anni o non storicamente accertati.
- Frederick John Conrad Résé (Reze) † (8 marzo 1833 - 30 dicembre 1871 deceduto)
- Caspar Henry Borgess † (30 dicembre 1871 succeduto - 16 aprile 1887 dimesso[7])
- John Samual Foley † (11 febbraio 1888 - 5 gennaio 1918 deceduto)
- Michael James Gallagher † (18 luglio 1918 - 20 gennaio 1937 deceduto)
- Edward Aloysius Mooney † (31 maggio 1937 - 25 ottobre 1958 deceduto)
- John Francis Dearden † (18 dicembre 1958 - 15 luglio 1980 dimesso)
- Edmund Casimir Szoka † (28 marzo 1981 - 28 aprile 1990 dimesso)
- Adam Joseph Maida (28 aprile 1990 - 5 gennaio 2009 ritirato)
- Allen Henry Vigneron (5 gennaio 2009 - 11 febbraio 2025 ritirato)
- Edward Joseph Weisenburger, dall'11 febbraio 2025

## Statistiche
L'arcidiocesi nel 2023 su una popolazione di 4.323.432 persone contava 1.143.100 battezzati, corrispondenti al 26,4% del totale.
| anno | popolazione | popolazione | popolazione | presbiteri | presbiteri | presbiteri | presbiteri                | diaconi | religiosi | religiosi | parrocchie |
| anno | battezzati  | totale      | %           | numero     | secolari   | regolari   | battezzati per presbitero | diaconi | uomini    | donne     | parrocchie |
| ---- | ----------- | ----------- | ----------- | ---------- | ---------- | ---------- | ------------------------- | ------- | --------- | --------- | ---------- |
| 1950 | 900.000     | 3.113.503   | 28,9        | 873        | 588        | 285        | 1.030                     |         | 365       | 3.608     | 236        |
| 1966 | 1.510.000   | 4.850.000   | 31,1        | 1.343      | 823        | 520        | 1.124                     |         | 714       | 4.590     | 347        |
| 1968 | 1.598.417   | 4.958.000   | 32,2        | 1.373      | 763        | 610        | 1.164                     |         | 827       | 4.405     | 345        |
| 1976 | 1.509.277   | 4.527.830   | 33,3        | 1.004      | 644        | 360        | 1.503                     | 54      | 511       | 3.151     | 339        |
| 1980 | 1.190.042   | 4.425.800   | 26,9        | 989        | 614        | 375        | 1.203                     | 93      | 561       | 3.050     | 344        |
| 1990 | 1.494.000   | 4.238.900   | 35,2        | 820        | 520        | 300        | 1.821                     | 156     | 461       | 2.159     | 308        |
| 1999 | 1.453.756   | 4.266.650   | 34,1        | 803        | 495        | 308        | 1.810                     | 147     | 107       | 1.890     | 306        |
| 2000 | 1.443.651   | 4.266.654   | 33,8        | 896        | 561        | 335        | 1.611                     | 147     | 479       | 1.909     | 313        |
| 2001 | 1.443.651   | 4.266.651   | 33,8        | 781        | 487        | 294        | 1.848                     | 146     | 433       | 1.900     | 308        |
| 2002 | 1.465.918   | 4.441.551   | 33,0        | 781        | 481        | 300        | 1.876                     | 147     | 430       | 1.911     | 310        |
| 2003 | 1.432.734   | 4.441.551   | 32,3        | 813        | 474        | 339        | 1.762                     | 145     | 469       | 1.871     | 310        |
| 2004 | 1.481.866   | 4.441.551   | 33,4        | 738        | 505        | 233        | 2.007                     | 152     | 359       | 1.897     | 309        |
| 2006 | 1.469.000   | 4.523.000   | 32,5        | 694        | 477        | 217        | 2.116                     | 159     | 314       | 1.713     | 303        |
| 2013 | 1.549.000   | 4.660.000   | 33,2        | 542        | 348        | 194        | 2.857                     | 197     | 294       | 858       | 260        |
| 2016 | 1.159.688   | 4.260.234   | 27,2        | 604        | 397        | 207        | 1.920                     | 220     | 305       | 899       | 224        |
| 2019 | 1.130.271   | 4.273.000   | 26,5        | 582        | 377        | 205        | 1.942                     | 202     | 300       | 719       | 218        |
| 2021 | 1.131.660   | 4.278.248   | 26,5        | 589        | 411        | 178        | 1.921                     | 215     | 274       | 601       | 216        |
| 2023 | 1.143.100   | 4.323.432   | 26,4        | 608        | 415        | 193        | 1.880                     | 179     | 272       | 488       | 214        |